# Urachus
De urachus of foetale urineweg is een vezelige, langwerpige, holle structuur in het embryo die zich uitstrekt van de top van de zich ontwikkelende urineblaas tot de navel. De embryonale allantois wordt de foetale urachus, die de foetale blaas (ontwikkeld uit de cloaca) verbindt met de dooierzak. De urachus verwijdert stikstofhoudend afval uit de foetale blaas. De urachus ontwikkelt zich dicht bij de navel en daalt geleidelijk in de bekkenholte tussen de twee heupbeenderen. Naarmate de blaas verder in het bekken afdaalt, wordt de urachus langer en nauwer. Als de foetus verder groeit, krimpt het deel van de urachus dat aan de blaas vastzit tot een smal koord dat op een streng vezels lijkt (“urachusstreng”), in de diergeneeskunde bekend als de “urachus-navel” of “urachus-litteken”. Het andere uiteinde van de urachus raakt tegen de tijd van de geboorte los van de navel en verdwijnt de holle ruimte (het lumen) die er doorheen loopt. Het overblijfsel van de urachus kan een afzonderlijke verbinding houden met de navel of zich voegen bij één of beide navelslagaders om één vaste bindweefselstrook (een mediaal ligament of ligamentum umbilicale medianum) te vormen; de urachusstreng kan ook opgaan in de weefsels rond de navel.
Bij 1 op de 3 mensen blijft de urachus als overblijfsel in de plica umbilicalis mediana echter aanwezig.
Als de afbraak niet optreedt, ontstaat er een urachusfistel; als de afbraak gedeeltelijk is, ontstaat er een urachus divertikel, een urachuscyste of een urachussinus.

## Klinische betekenis

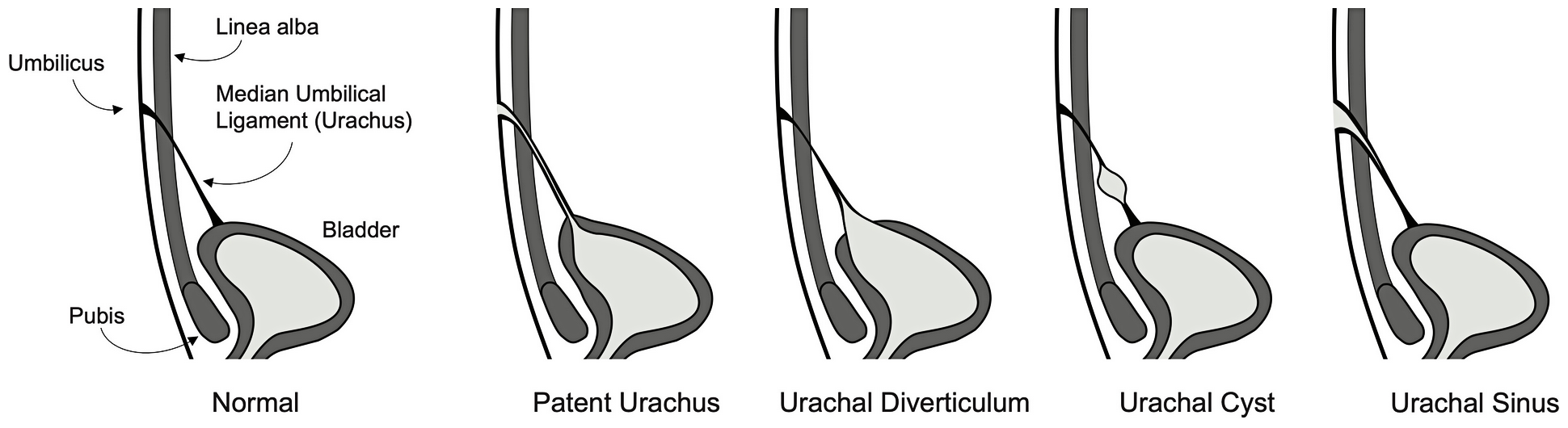
Normaal overblijfsel urachus, urachusfistel, urachusdivertikel, urachuscyste, urachussinus

Als de binnenkant van de urachus niet wordt opgevuld, blijft de urachus open en treedt urineverlies via de navel op. Dit wordt vaak operatief behandeld. Er zijn vier anatomische oorzaken:
- Urachuscyste: er is geen verbinding meer tussen de urineblaas en de navel, maar er blijft een met vloeistof gevulde holte met uro-epitheel-bekleding tussen deze twee structuren bestaan. In de cyste kan urachuskanker ontstaan.
- Urachusfistel: er is een vrije doorgang tussen de blaas en de navel
- Urachusdivertikel (vesicourachale divertikel): de blaas vertoont een uitstulping[2]
- Urachussinus: een zakvormige uitstulping opent naar de navel[3]
- Urachusprolaps: het uitstulpen van de urachus uit de navel[4]

## Fotogalerij

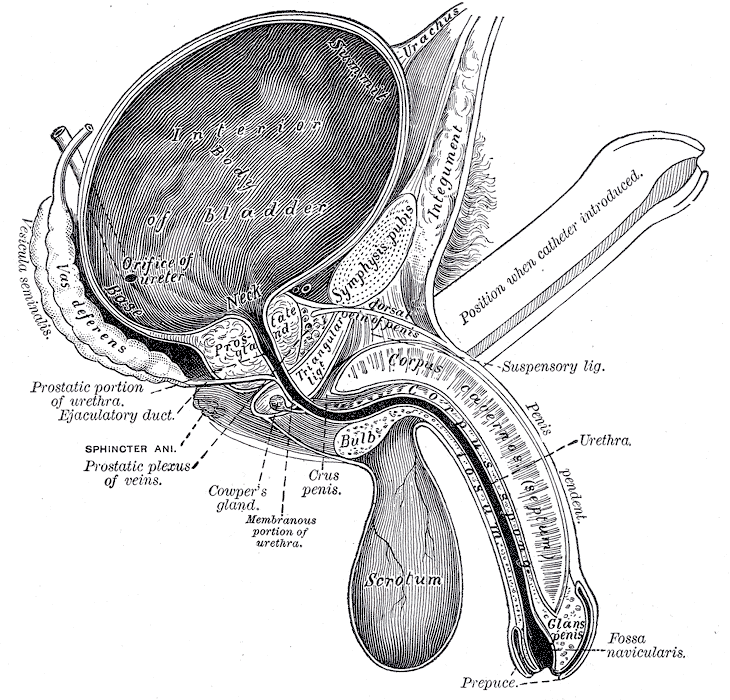
rechts bovenaan de urachus
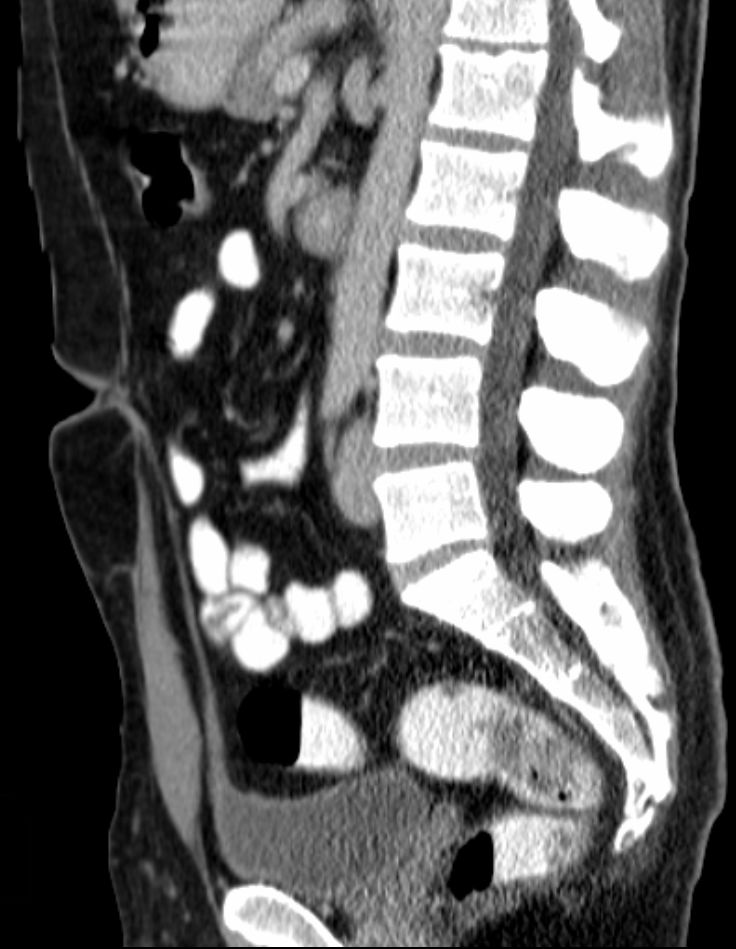
Overblijfsel van de urachus bij een 44 jaar oude man. Links vanaf urineblaas (onder) naar navel (links in het midden). Het ligt in de holte tussen het peritonaeum parietale (buikvlies) en het peritonaeum viscerale (vlies om de ingewanden).
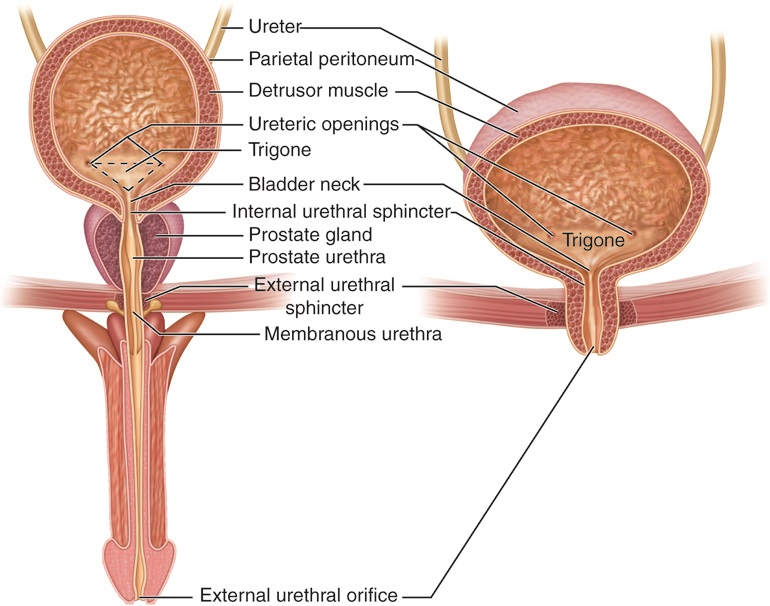
Mannelijk en vrouwelijk urinestelsel met o.a. de trigonum vesicae (trigone) en de urinebuis door de prostaat (prostate urethra)